# 하나은행 (1971년~2002년)
하나은행(영어: HANA BANK)은 1971년부터 2002년까지 대한민국에 존속하던 금융기관이었다. 2002년 9월 서울은행과 합병 본계약을 체결하고, 12월 1일 서울은행과 합병되어 12월 3일 폐업하였다.

## 연혁
- 1971년 - 한국투자금융 설립
- 1991년 - 상호를 하나은행으로 변경, 은행업 시작
- 1998년 - 충청은행을 인수하여 충청하나은행 출범(현 하나은행 충청영업그룹)
- 1999년 - 보람은행과 대등합병
- 2002년 - 서울은행과 대등합병